# Mustafā Mahmūd

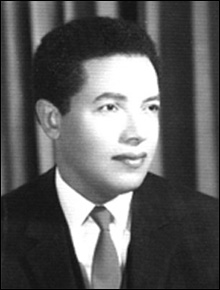
Mustafa Mahmoud

Mustafā Mahmūd (arabisch مصطفى محمود, DMG Muṣṭafā Maḥmūd‎; geboren 1921; gestorben 2009) war ein ägyptischer Denker, Philosoph und Arzt.

## Studium
Mustafa Mahmud galt als begabter Schüler. Er zeigte eine Vorliebe für die Naturwissenschaften, deswegen ließ sein Vater für ihn ein kleines Labor einrichten, in dem er Experimente durchführte. Er stellte dort Kohlenstoffdioxid, Schwefeldioxid und Seifen her, sezierte Frösche und entwickelte Mittel zur Bekämpfung von Insekten. Er brach sein Studium ab, nachdem ihn ein Lehrer geschlagen hatte. Nach drei Jahren nahm er es aber wieder auf, studierte an der Uni Medizin und schloss 1953 sein Studium ab.

## Beruflicher Werdegang
Mustafa Mahmud arbeitete nach Abschluss seines Studiums als Hirnchirurg. 1960 gab er aber diese Arbeit auf und widmete sich dem literarischen Schreiben. Er arbeitete eine Zeit lang für das ägyptische Magazin Rose al-Yūsuf, wo er auch seine Kurzgeschichten veröffentlichte. In den Achtziger- und Neunzigerjahren hatte er im ägyptischen Fernsehen eine Sendung mit dem Namen Wissenschaft und Glaube.

## Denker und Philosoph
Als er 13 bzw. 14 Jahre alt war, begann Mahmud sich nach dem „Geheimnis von Leben und Tod“, nach dem Urheber, nach der Ur-Ursache zu fragen. Die Experimente in seinem kleinen Labor, das Sezieren von Fröschen, das Medizinstudium und die Leichen im Leichenhaus, vor denen er stundenlang nachdenklich stand, beeinflussten sein Bewusstsein und konfrontierten ihn immer mit der Frage nach dem „Geheimnis von Leben und Tod“. Auf der Suche nach diesem „Geheimnis“ stellte Mahmud alles in Frage. Er glaubte nur an Materielles. In den Sechzigerjahren und nach einer Reihe von Zeitungsartikeln, in denen er seinen Gedanken freien Lauf ließ, sowie nach der Veröffentlichung seines Buches Allah wal-Insan (Gott und der Mensch) wurde Mahmud Ketzerei vorgeworfen. Darauf veranlasste Präsident Gamal Abdel Nasser ein Gerichtsverfahren gegen ihn. Das Buch wurde beschlagnahmt und Mahmud wurde vom Gericht freigesprochen. Nach 30 Jahren kehrte Mahmud wieder zum Glauben zurück und verfasste mehrere Bücher, in denen er diese Kehrtwendung begründete. In seinem im Jahre 2000 erschienenen Buch Aš-šāfāʿā (Die Fürsprache des Propheten am Jüngsten Tag) gab er eine neue Interpretation dieses islamischen Konzepts, was eine heftige Debatte um das Buch auslöste.

## Veröffentlichungen (Auswahl)
| - Understanding The Qur'an : A Contemporary Approach ISBN 159008022X - Kalimat as-sirr (The Secret Words). al-Qāhira: Dār Aḫbār al-Yaum. 1998. ISBN 9770806943. - Al-Islam Al-Siyasi Wa-Al-Marakah Al-Qadimah (Political Islam and the coming battle) ISBN 9770804037 - Qiraah Lil-Mustaqbal (Reading for the future) ISBN 9770800376 - Al-Sual Al-hair ISBN 9770226114 - Haqiqat Al-Bahaiyah (Truth about Al-Bahaiyah) (1985) ISBN 9770215023 | - Marxism and Islam (1984) ISBN 9770209694 - Ayyuha Al-Sadah - Ikhlau Al-Aqniah (Dears, take the masks out) (1984) ISBN 9770209015 - Al-Islam - Ma Huwa (Was ist Islam?) (1984) ISBN 9770211109 - Hal Huwa asr Al-Junun (Is it the Madness Time?) (1983) ISBN 9770204994 - Min Amrika Ila Al-Shati Al-akhar (From America to the other coast) (1982) ISBN 977020255X - Dialog Antara Muslim Dan Atheis (1981) ISBN 9971770210 - Ukdhubat Al-Yasar Al-Islami (The Lie about the Islamic Left Groups) (1978) ISBN 9772474042 - Ein Gespräch mit meinem Freund, dem Atheisten und Der Islam ... was ist das? München SKD Bavaria Verlag und Handel, 1997, ISBN 3-926575-42-5 |